# デイヴィッド・リンチ
- デイヴィッド・リンチ
- デビッド・リンチ
- デヴィッド・リンチ

デイヴィッド・リンチ（英語: David Lynch、 1946年1月20日 - 2025年1月15日）は、アメリカ合衆国モンタナ州出身の映画監督、脚本家、プロデューサー、ミュージシャン、アーティスト、俳優。
低予算映画『イレイザーヘッド』で有名となり、「カルトの帝王」と呼ばれることもある。「デビッド・リンチ」「デヴィッド・リンチ」とも表記される。映画のソフトや書籍などの商品には「デイヴィッド・リンチ」と表記されることが多い一方で、ネット上では「デヴィッド・リンチ」と表記されることが多い。

## 生い立ち

### 幼少時代
1946年、モンタナ州ミズーラでアメリカ合衆国農務省（USDA）研究員の父と英語教師の母のもとに生まれる。母方からフィンランド系スウェーデン人の血を引き、長老派教会派として育てられた。
生後2か月でアイダホ州サンドポイント、2歳でワシントン州スポケーンに引っ越し、その後もノースカロライナ州ダーラム、アイダホ州ボイジー、バージニア州アレクサンドリアと引っ越しを繰り返す。少年期はボーイスカウトに所属し、最高位である「イーグルスカウト」まで昇格した。

### 画家を目指す
友人の父がプロの画家だったため絵画やドローイングに興味を持ち、ワシントン美術大学、ボストン美術館付属美術学校に通う。このときJ・ガイルズ・バンドのピーター・ウルフとルームメイトだった。しかし「ここには何も触発されるものがない」と、後にプロダクション・デザイナーになるジャック・フィスクと共に欧州留学を計画する。
オスカー・ココシュカのもとで絵画を学ぼうとオーストリアへ渡ったが、街があまりにも綺麗であったことから創作意欲が萎えてしまい、3年間滞在する予定のところを、わずか15日間で帰国することになる。

### フィラデルフィアへ移住
帰国するとフィラデルフィアに移り、フィスクとともに米国最古の芸術学校であるペンシルベニア芸術科学アカデミーに入学。1967年、ここで知り合った妻ペギーが長女ジェニファーを妊娠し、この経験が後にデビュー作に結実する。
住環境は鉄道、工場などに囲まれた極めて悪い条件で、レンガ張りで何部屋もある一軒屋をわずか3,000ドルほどで購入する。この治安の悪さをインスピレーションの一部として、地下室で絵画や映画制作に没頭する。また収入を得るため、エングレービングのプリントを始めた。

## キャリア

### 監督デビュー
1967年、最初の短編映画『Six Men Getting Sick (Six Times)』を制作。翌年妻ペギーをモチーフに、アニメーションと実写を合わせた実験的な4分の短編『THE ALPHABET』を作り、アメリカン・フィルム・インスティチュート（AFI）の奨学金を得、ロサンゼルスに移る。
1971年、AFIコンサバトリーに入学し、4年の歳月をかけて『イレイザーヘッド』を自主制作、1976年に長編映画監督としてデビューする。制作中の1974年、映画のストーリーと同じように、妻ペギーがリンチのもとを去った。これを含めてリンチは4回の結婚と離婚を繰り返している。リンチはこの作品をカンヌ国際映画祭に送ろうと考えたが周囲に止められ、ニューヨーク映画祭でも上映を拒否された。そのため、深夜上映のようなアンダーグラウンドな形で上映され、『ロッキー・ホラー・ショー』や『エル・トポ』、『ピンク・フラミンゴ』といった映画とともに、カルト的な人気を博した。

### 1980年代
1980年公開の『エレファント・マン』では批評的、興行的にも成功を収め、第53回アカデミー賞において作品賞を含む8部門にノミネートされ、一躍知名度を上げた。また当時、『イレイザーヘッド』のファンだったジョージ・ルーカスから『スター・ウォーズ ジェダイの復讐』の監督のオファーが来たものの、これを断った。
1984年、大河SF小説『デューン』を映画化した『デューン/砂の惑星』が公開。自身にとっては意欲作であったが、ファイナル・カットの権利を有していなかったため、配給会社により大幅にカットされてしまい、興行面と批評面の双方で失敗してしまう。しかしこの経験から、1986年の『ブルー・ベルベット』では大幅な予算カットの代わりにファイナル・カットの権利を手に入れ、自身の思い通りに制作することに成功。本作はアメリカ国内でセンセーショナルな話題を呼んで賛否両論を巻き起こしたが、アカデミー監督賞に再びノミネートされたことで復活を果たした。一方で、本作で知り合った主演女優のイザベラ・ロッセリーニとの交際が2度目の離婚のきっかけとなる。

### 1990年代
1990年から自身が手掛けたテレビドラマである『ツイン・ピークス』がABCにて放送開始。本作では監督だけではなく俳優としても出演している。
同年には『ワイルド・アット・ハート』でカンヌ国際映画祭に悲願の初参加を果たし、パルム・ドールを受賞。

### 2000年代
2001年、『マルホランド・ドライブ』でカンヌ国際映画祭の監督賞を受賞した。同作は3度目となるアカデミー監督賞にもノミネートされ、2016年にはBBCの企画「21世紀最高の映画100本」で1位に選ばれた。
2006年、第63回ヴェネツィア国際映画祭にて、映画人として長年にわたり多くの優れた作品を生み続けていることを称える栄誉金獅子賞を受賞。
2007年、カンヌ国際映画祭の第60回目を記念して制作されたオムニバス映画『それぞれのシネマ』のうちの一つ『アブサーダ』を製作。また同年には現代美術家としてカルティエ現代美術財団にて展覧会「The Air Is On Fire」を開催した。

### 2010年代
2011年1月、ミュージシャンとしてシングル『Good Day Today/I Know』でソロ・デビュー。同年11月にはデビューアルバム『クレイジー・クラウン・タイム』をプレイ・イット・アゲイン・サムよりリリースした。
2012年、リンチを追ったドキュメンタリー映画3部作『LYNCH three project』の3作目『LYNCHthree』（リンチ・スリー）の資金調達のため、ファンから製作費の一部を募る活動が行われていた。日本でも2010年からオンライン基金が呼び掛けられた。なお、本作でリンチ自身は製作には直接関与していない。
2017年4月、豪『シドニー・モーニング・ヘラルド』紙のインタビューにより、2006年の『インランド・エンパイア』を最後に、リンチが映画監督の引退を表明したと世界中で報じられた。リンチは変化する映画界にあって「たとえ素晴らしい作品であっても」「多くの映画が興行成績で上手く行ってない」現状を語り、その一方で「興行で上手く行っているような映画は自分がやりたいと思うようなもの」ではなく「私は作りたくない」と心境を明かした。
2019年10月27日、第11回ガバナーズ賞においてアカデミー名誉賞が授与された。アカデミー監督賞に3度ノミネートされたリンチにとって初めてのオスカー受賞となった。授賞式にはカイル・マクラクランとローラ・ダーン、そしてイザベラ・ロッセリーニがスピーチに登壇した。

### 2020年代
2022年、スティーヴン・スピルバーグ監督作品『フェイブルマンズ』では俳優としてジョン・フォードを演じた。スピルバーグからローラ・ダーンを介して出演を説得された際、オファーを受ける第一条件がスナック菓子のチートスを撮影現場に用意することだった。また劇中でフォードの、画面の真ん中に水平線を配置するなというアドバイスについて、その通りだと共感を示している。
2023年、4度目の離婚が報じられる。2009年から14年間の結婚生活にピリオドを打ち、離婚を申請した妻エミリー・ストーフルとの間に、11歳になる娘ルーラがいる。

### 死去
2025年1月15日、ロサンゼルス一帯の山火事の避難先である実娘の家で死去（1月16日とするメディアもある）。78歳没。訃報は家族がSNSで公表した。死因は不明だが、晩年は8歳から始まった喫煙の影響により肺気腫を患っており、家を出ることさえできなかった。2024年11月からは歩行も酸素吸入が必要であった。

## 人物
映画製作のほか、『Dumbland』などのアニメーションも手掛けている。
映画製作に関わっていない時間は、予算が関係ないという理由で絵を描いたりしている。
YouTubeチャンネル「DAVID LYNCH THEATER」において、2020年からリンチ自身が登場する“天気予報”と共に、新作を含む短編映画を公開。

### 影響
絵画においてはフランシス・ベーコン、映画においてはフィラデルフィアの町そのものに最も影響を受けた。
「アメリカ映画より欧州映画の方により大きな影響を受けた」とたびたび述べている。好きな映画には『サンセット大通り』と『ロリータ』を挙げている。

### 作風
- シュルレアリスムをこよなく愛す[33][34]。
- 1950年代のアメリカを愛しており[34]、作品にはたびたび何らかの形でフィフティーズを象徴するもの（セットなどの美術、音楽など）が使用される。
- アメリカの片田舎を舞台とする作品が多い。

## エピソード
- 1973年7月1日にTranscendental Meditation（超越瞑想・TM）を初めて学んで以来、一日二回の瞑想を欠かさず行っている。
- アメリカンスピリットを愛煙している。
- 熱烈なコーヒー嗜好者であり、自ら豆を有機栽培して、それを自身のホームページで販売している。
- 1970年代の半ばから1980年代前半まで、ほぼ毎日ビッグボーイでミルクセーキを食べながら思考していたという。
- 娘の一人ジェニファー・チェンバース・リンチの左腕のタトゥーは『HOLLYWOOD ALTERNATIVE』という文字であり、右腕のタトゥーの一部は漢字の『生現』という文字である。
- ローラ・ダーンが初めてリンチに会ったとき、リンチは人差し指を立て「トイレに行ってくる！」と言い、そのまま消えてしまったという[注 5]。
- 1990年代には大友克洋の漫画『童夢』を映画化する構想で、リンチは監督に前向きだった。しかしリンチ側が企画を持ち込んだプロパガンダ・フィルムズの意向と折り合いがつかず、制作には至らなかった[注 6]。
- 2025年1月に亡くなったが、リンチ自身がNetflixへ企画を持ち込んでいたリミテッドシリーズを制作している途中であったと公表されている[36][37]。

## 作品

### 長編映画
| 公開年 | 題名                                                                       | 役割                   | 備考                                                                                       |
| ------ | -------------------------------------------------------------------------- | ---------------------- | ------------------------------------------------------------------------------------------ |
| 1976   | イレイザーヘッド Eraserhead                                                | 監督・製作・脚本       |                                                                                            |
| 1980   | エレファント・マン The Elephant Man                                        | 監督・脚本             |                                                                                            |
| 1984   | デューン/砂の惑星 Dune                                                     | 監督・脚本             | デューン/スーパープレミアム［砂の惑星・特別篇］（1994年、監督・脚本）                      |
| 1986   | ブルーベルベット Blue Velvet                                               | 監督・脚本             | 全米批評家協会賞作品賞・監督賞、LA批評家協会賞監督賞                                       |
| 1990   | ワイルド・アット・ハート Wild At Heart                                     | 監督・脚本             | カンヌ国際映画祭パルム・ドール受賞                                                         |
| 1992   | ツイン・ピークス/ローラ・パーマー最期の7日間 Twin Peaks: Fire Walk With Me | 監督・脚本             |                                                                                            |
| 1997   | ロスト・ハイウェイ Lost Highway                                            | 監督・脚本             |                                                                                            |
| 1999   | ストレイト・ストーリー The Straight Story                                  | 監督                   | 他作品と作風の違う、全年齢指定で人情物の作品                                               |
| 2001   | マルホランド・ドライブ Mulholland Dr.                                      | 監督・製作総指揮・脚本 | カンヌ国際映画祭監督賞、全米批評家協会賞作品賞、NY批評家協会賞作品賞、LA批評家協会賞監督賞 |
| 2006   | インランド・エンパイア Inland Empire                                       | 監督・製作・脚本・撮影 | 全米批評家協会賞実験的映画賞                                                               |

### 短編映画
| 公開年 | 題名                                                                                         | 役割             | 備考                                                                           |
| ------ | -------------------------------------------------------------------------------------------- | ---------------- | ------------------------------------------------------------------------------ |
| 1967   | 6・メン・ゲッティング・シック SIX MEN GETTING SICK                                           | 監督・製作・脚本 |                                                                                |
| 1968   | アブサード・インカウンター・ウィズ・フィアー Absurd Encounter with Fear                      | 監督・脚本       |                                                                                |
| 1968   | フィクティシャス・アナシン・コマーシャル Fictitious Anacin Commercial                        | 監督・脚本       |                                                                                |
| 1968   | アルファベット THE ALPHABET                                                                  | 監督・脚本       |                                                                                |
| 1970   | グランドマザー THE GRANDMOTHER                                                               | 監督・製作・脚本 |                                                                                |
| 1974   | アンプティー The Amputee                                                                     | 監督             |                                                                                |
| 1995   | プレモニションズ・フォローイング・アン・イビル・ディード Premonitions Following an Evil Deed | 監督             |                                                                                |
| 2002   | ダークンド・ルーム Darkened Room                                                             | 監督・製作・脚本 |                                                                                |
| 2007   | アブサーダ Absurda                                                                           | 監督・脚本       | それぞれのシネマの中の一編（別タイトル：シザース）                             |
| 2007   | バグ・クロールズ Bug Crawls                                                                  | 監督             |                                                                                |
| 2007   | バレリーナ Ballerina                                                                         | 監督             |                                                                                |
| 2007   | ボート Boat                                                                                  | 監督             |                                                                                |
| 2015   | ファイア Fire                                                                                | 監督・製作・脚本 |                                                                                |
| 2017   | ジャックは一体何をした？ What did jack do?                                                   | 監督・脚本・出演 | Netflixオリジナル作品（2020年配信）※2017年パリのカルティエ現代美術財団で初公開 |

### そのほかの関連映画・ドキュメンタリー
- ゼリーと私（英語版） - Zelly & Me  (1988年、出演）
- クラム - Crumb （1994年、製作）※ドキュメンタリー映画
- ナディア - Nadja （1994年、製作総指揮・出演）
- キング・オブ・フィルム/巨匠たちの60秒 - Lumiere & Company （1995年、監督）※オムニバス映画
- ナイト・ピープル - Pretty As A Picture: The Art Of David Lynch （1997年、出演）※ドキュメンタリー
- ミッドナイトムービー - Midnight Movies: From The Margin To The Mainstream （2005年、出演）※ドキュメンタリー
- LYNCH(one) （2004年、出演）・LYNCH2 （2004年、出演）・LYNCHthree（2010年−、出演） ※リンチを追ったドキュメンタリープロジェクト。三部作。
- サベイランス - Surveillance （2008年、製作総指揮）
- 狂気の行方 - My Son, My Son, What Have Ye Done （2009年、製作総指揮）
- デヴィッド・リンチ：アートライフ（英語版） - David Lynch: The Art Life （2016年、出演）※ドキュメンタリー
- ラッキー - Lucky （2017年、出演）
- ようこそ映画音響の世界へ（英語版） - Making Waves: The Art of Cinematic Sound （2019年、出演）※ドキュメンタリー[39][40]
- ミーティング・ザ・ビートルズ・イン・インド - Meeting the Beatles in India （2020年、製作総指揮・出演）※ドキュメンタリー
- フェイブルマンズ - The Fabelmans （2022年、出演ジョン・フォード役）[23]

### テレビ作品・そのほか
- カウボーイ・アンド・ザ・フレンチマン - The Cowboy and the Frenchman （1988年、監督）
  - パリ・ストーリー Les Francais Vus Par...の一作。ベルナー・ヘルツォーク、アンジェイ・ワイダ、ルイジ・コメンチーニ、ジャン＝リュック・ゴダールとのオムニバス作品。
- ツイン・ピークス - Twin Peaks （1990年、監督・製作総指揮・脚本）※パイロット版
- ツイン・ピークス - Twin Peaks （1990-1991年、監督・製作総指揮・企画・出演）※テレビドラマシリーズ
- オン・ジ・エアー - On The Air （1991年、監督・製作総指揮・脚本）※テレビドラマシリーズ
- キング・オブ・アド - Kings Of Ads （1991年、監督））※オムニバスのCM集
- デビッド・リンチの ホテル・ルーム - Hotel Room （3話） （1993年）
- ナイト・ピープル - Pretty As A Picture: The Art Of David Lynch （1997年、出演）
- ラビッツ - Rabbits （2002年）※この作品の一部が『インランド・エンパイア』で再利用されている。
- ダムランド バカの国 - Dumbland （2002年）
- アウト・ヨンダー - Out Yonder （2002年）
- インタビュー・プロジェクト - Interview Project （2009年）
- ケイムバック・ホーンテド - came back haunted （2013年 nine inch nailsのpv）
- ツイン・ピークス - Twin Peaks（2017年、監督・製作総指揮・企画・出演）- シーズン3あるいはThe Return と呼ばれる

### コンサート・ビデオ
- インダストリアル・シンフォニー・No.1：ザ・ドリーム・オブ・ザ・ブロークン・ハーティッド - Industrial Symphony No.1: The Dream of the Broken Hearted （1990年）
- デュラン・デュラン: アンステージド - DURAN DURAN: Unstaged （2011年）

### ミュージック・ビデオ
- スパークス - I Predict （1982年）
- クリス・アイザック - Wicked Game (film version) （1990年）
- X JAPAN - Longing 〜切望の夜〜 （1995年）
- デヴィッド・リンチ - Thank You Judge （1999年）
- モービー - Shot in the Back of the Head （2009年）
- インターポール - I Touch A Red Button Man （2010年）
- デヴィッド・リンチ - Crazy Clown Time （2011年）
- ナイン・インチ・ネイルズ - Came Back Haunted （2013年）

### 音楽作品
- BlueBob with John Neff （2001年）
- Ghost of Love EP （2007年）
- The Air is on Fire: Soundscape （2007年）
- Polish Night Music with Marek Żebrowski （2008年）
- ダーク・ナイト・オブ・ザ・ソウル - Dark Night of the Soul （2010年）
- This Train with Chrysta Bell （2011年）
- GOOD DAY TODAY/I KNOW （2011年）
- クレイジー・クラウン・タイム - Crazy Clown Time （2011年）
- The Big Dream （2013年）

### 書籍
- 『デビッド・リンチ : Paintings & drawings』（東高現代美術館編、梅宮典子訳、トレヴィル、1991年）ISBN 978-4845705870 ※展覧会のカタログ
- 『ロスト・ハイウェイ』（デヴィッド・リンチ＆バリー・ギフォード著、小林雅明訳、扶桑社ミステリー、1997年）ISBN 978-4594022471
- 『デイヴィッド・リンチ 映画作家が自身を語る』（デイヴィッド・リンチ著、クリス・ロドリー編、 廣木明子・菊池淳子訳、フィルムアート社、1999年2月）ISBN 978-4845999910 ※原題はLYNCH ON LYNCH (1997)。インタビュー本
  - 『デイヴィッド・リンチ 映画作家が自身を語る：改訂増補版』（フィルムアート社、2007年7月）ISBN 978-4845907083
- 『大きな魚をつかまえよう リンチ流アート・ライフ∞瞑想レッスン』（デイヴィッド・リンチ著、草坂虹恵訳、四月社、2012年4月）ISBN 978-4877461126
- 『デヴィッド・リンチ展 暴力と静寂に棲むカオス』（赤々舎、2012年11月）ISBN 978-4903545936 ※展覧会のカタログ
- 『夢みる部屋』（デイヴィッド・リンチ＆クリスティン・マッケナ著、山形浩生訳、フィルムアート社、2020年10月）ISBN 978-4845918294 ※自伝[注 7]

### 展覧会（日本）
- デビッド・リンチ展 David Lynch: Paintings and Drawings[45]
  - 1991年1月12日-1月27日 東高現代美術館
- デヴィッド･リンチ“DARKENED ROOM”展[46]
  - 2010年8月7日-10月9日 コムデギャルソン アートスペースSix
- デヴィッド・リンチ展
  - 2012年6月27日-7月23日 8/ ART GALLERY/ Tomio Koyama Gallery[47]
  - 2014年6月25日-7月14日 8/ ART GALLERY/ Tomio Koyama Gallery[48]
- デヴィッド･リンチ展 暴力と静寂に棲むカオス[49]
  - 2012年11月10日-12月2日 ラフォーレミュージアム原宿
- デヴィッド・リンチ 版画展[50]
  - 2018年1月18日-2月12日 8/ ART GALLERY/ Tomio Koyama Gallery
- 「デヴィッド・リンチ 精神的辺境の帝国」展[51][52]
  - 2019年4月19日-6月23日 GYRE GALLERY